# Marinha Grande
Marinha Grande – miejscowość w Portugalii, leżąca w dystrykcie Leiria, w regionie Centrum w podregionie Pinhal Litoral. Miejscowość jest siedzibą gminy o tej samej nazwie.

## Demografia
| Liczba ludności gminy Marinha Grande (1920–2011) | Liczba ludności gminy Marinha Grande (1920–2011) | Liczba ludności gminy Marinha Grande (1920–2011) | Liczba ludności gminy Marinha Grande (1920–2011) | Liczba ludności gminy Marinha Grande (1920–2011) | Liczba ludności gminy Marinha Grande (1920–2011) | Liczba ludności gminy Marinha Grande (1920–2011) | Liczba ludności gminy Marinha Grande (1920–2011) |
| ------------------------------------------------ | ------------------------------------------------ | ------------------------------------------------ | ------------------------------------------------ | ------------------------------------------------ | ------------------------------------------------ | ------------------------------------------------ | ------------------------------------------------ |
| 1920                                             | 1930                                             | 1960                                             | 1981                                             | 1991                                             | 2001                                             | 2004                                             | 2011                                             |
| 10 995                                           | 11 888                                           | 20 483                                           | 31 284                                           | 32 234                                           | 34 153                                           | 38 030                                           | 38 681                                           |

## Sołectwa
Sołectwa gminy Marinha Grande (ludność wg stanu na 2011 r.)
- Marinha Grande – 31 413 osób
- Moita – 1423 osoby
- Vieira de Leiria – 5845 osób